# Ананьевский сахарный завод
Ананьевский либо Ананьинский сахарный завод — предприятие пищевой промышленности в посёлке городского типа Константиновка Краснокутского района Харьковской области Украины.

## История
Сахарный завод в селе Константиновка Богодуховского уезда Харьковской губернии Российской империи был построен в 1885 году.
После окончания гражданской войны завод был восстановлен, в ходе индустриализации 1930х годов был реконструирован.
Во время Великой Отечественной войны в 1941—1943 Константиновка находилась под немецкой оккупацией. В это время на заводе действовала советская подпольная группа, участники которой вели антифашистскую агитацию среди населения, собирали информацию для партизан и оказывали другую помощь РККА. В феврале 1943 года созданный из подпольных групп Ананьевского и Ковалевского сахарных заводов партизанский отряд под командованием Т. Милюхи перерезал отступавшим гитлеровским частям дорогу на Ахтырку и Коломак, в течение девяти дней удерживал ряд сёл Краснокутского района Харьковской области, а при подходе советских войск передал им захваченные у врага автомашины и склады с горючим.
При отступлении немецкие войска сожгли посёлок.
После ВОВ в годы восстановления народного хозяйства СССР были отстроены полностью разрушенные немецкими захватчиками дома посёлка, помещения колхоза, восстановлен сахзавод, который в январе 1945 года заработал.
Для обеспечения потребностей завода в сахарной свекле на базе существовавшего в посёлке зернового совхоза был создан свеклосовхоз «Ананьевский» и открыто отделение райсельхозтехники.
В советское время завод являлся крупнейшим предприятием посёлка.
После провозглашения независимости Украины завод был передан в ведение министерства сельского хозяйства и продовольствия Украины.
В июле 1995 года Кабинет министров Украины утвердил решение о приватизации сахарного завода и обеспечивавшего его деятельность свеклосовхоза в течение 1995 года, после чего государственное предприятие было преобразовано в открытое акционерное общество.
В 1999 году Ананьевский сахарный завод остановил работу. В июне 2002 года хозяйственный суд Харьковской области начал процедуру банкротства предприятия, а 2 сентября 2002 — признал банкротом (производственная мощность завода в это время оценивалась в 1,45 тыс. тонн сахарной свеклы в сутки).
В дальнейшем, завод начали разбирать на металлолом и к 2009 году он прекратил своё существование.